# Kuscheldecke
Die Kuscheldecke, Schnuffeldecke oder Schmusedecke stellt ein gängiges und sehr verbreitetes Übergangsobjekt (engl. transitional object, siehe Winnicott) dar. Es hilft dem Säugling oder Kleinkind, die Abwesenheit der Bezugsperson zu akzeptieren, und ist ein stark mit Gefühlen belegtes Objekt. Es wird von Kindern gern mit sich geführt und hilft ihnen, sich einerseits von der Bezugsperson zu lösen und anderseits Beziehungen zu ihrer Umwelt aufzubauen. In Konfliktsituationen kann ein Übergangsobjekt beruhigend wirken. Eine Kuscheldecke kann diese Bedeutung auch für Erwachsene beibehalten und in persönlichen Krisen Geborgenheit und Gemütlichkeit bieten. Der Comic-Zeichner Charles M. Schulz stattete Linus von den Peanuts mit einer solchen Decke aus und schuf den im Englischen üblichen Begriff der security blanket.